# Григорівка (Черкаський район)
Гри́горівка — село в Україні, у Черкаському районі Черкаської області, підпорядковане Бобрицькій сільській громаді. Розташоване на правому березі Канівського водосховища, створеного на річці Дніпро; в селі збудована пристань. Знаходиться за 25 км на північ від міста Канів та за 18 км від залізничної станції Ляплава.
Населення села становить 480 осіб (2007; 1074 особи в 1972).

## Населення

### Мова
Розподіл населення за рідною мовою за даними перепису 2001 року:
| Мова       | Кількість | Відсоток |
| ---------- | --------- | -------- |
| українська | 461       | 96.04%   |
| російська  | 17        | 3.54%    |
| білоруська | 1         | 0.21%    |
| угорська   | 1         | 0.21%    |
| Усього     | 480       | 100%     |

## Історія
Село виникло не пізніше XV ст., за князівських часів, про що свідчать знайдені тут археологічні знахідки. За часів правління київського князя Олелька Володимировича (1440–1455) тогочасне поселення отримав боярин Григорій. Від імені цього власника і пішла перша назва села — Григор'єв. Після смерті боярина село з деякими іншими поселеннями перейшло у спадщину до його синів — Івашка та Петра, які мали синів Кузьму та Івашка. Після смерті Петра між його сином Івашком та братом Івашком виникла суперечка за майно, через яку до нас і дійшли перші відомості про село. Івашко Петрович надіслав скаргу київському воєводі Мартину Гаштольду (1471–1475) про суперечку. Після розподілу спірних маєтків обидві сторони отримали по половині села. Але суперечка виникла знову після смерті Івашка Григоровича. Князь Олександр у своєму рішенні від 1494 року підтвердив прийняте рішення. Надалі село належало сину Івашка Потапу, а потім перейшло до його доньки Мілохи. У середині XVI ст. вона вийшла заміж за Богуна Морозовича, і село почало належати йому, після чого відомості про сина Григорія зустрічаються в описі Канівського замку 1552 року.
Цілком імовірно, що за універсалом польського короля Стефана Баторія від 1578 року про надання маєтностей Трахтемирова Григорівка стала власністю Трахтемирівського монастиря. Мабуть, на початку XVIII ст. боротьба за село між монастирем і місцевими землевласниками загострилася, і ці землі часто змінювали свого власника. У XVIII столітті Григорівка, як і більшість інших сіл, належала племіннику польського короля Августа Понятовського — князю Станіславу Понятовському.
Під час Коліївщини через село проходив повстанський отаман Микита Швачка.
1741 року в Григорівці було 60 дворів, у 1792 році — 88, а на початку 1860-их у селі мешкали близько 969 осіб. У 1855 році в селі було збудовано нову дерев'яну церкву святого Миколая, хоча за переказами, церква у селі була ще до 1720 року.
До колективізації в селі було 14 вітряків. На Дніпрі збудовано два водяні млини. У 1922 році створено ТСОЗ «Прометей», яке об'єднувало 40 господарств.
За даними різних джерел у селі в 1932—1933 роках внаслідок Голодомору загинуло близько 250 осіб. На сьогодні встановлено імена 50.
Перед війною, в 1941 році, у селі збудували новий клуб. Під час німецько-радянської війни 480 мешканців села воювали на фронтах, 394 з них нагороджені орденами і медалями. На честь воїнів, що загинули в боях при відвоюванні села, закладено місцевий парк. В сільській братській могилі поховано 190 воїнів.

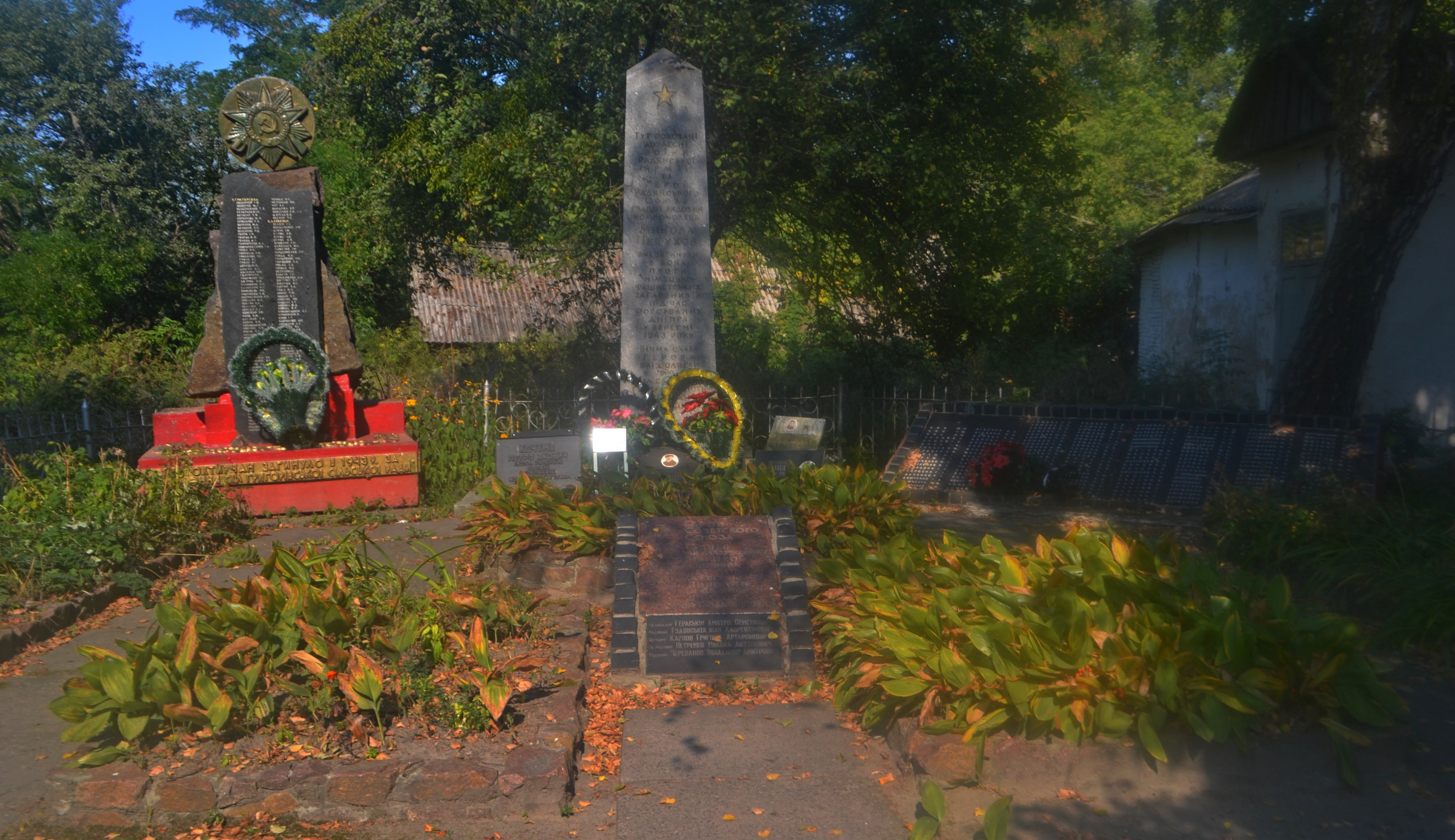
Меморіальний комплекс у селі Григорівка

Станом на початок 1970-их років в селі була розміщена центральна садиба радгоспу «Григорівський», за яким було закріплено 2520 га сільськогосподарських угідь, у тому числі 1456 га орної землі. Господарство мало зерновий напрямок з розвинутим тваринництвом. З допоміжних підприємств працювали млин, пилорама, ремонтно-технічна майстерня, виноробний цех. У соціальній сфері працювали восьмирічна школа (навчалось 153 учня), клуб на 250 місць, дві бібліотеки з фондом 15 тисяч книг, фельдшерсько-акушерський пункт. 45 жителів села були нагороджені орденами і медалями.
12 листопада 1971 року Григорівська сільська рада Київської області передана до складу Черкаської області.

## Пам'ятки
Завдяки багатству археологічних пам'яток село Григорівка увійшло до заповідного комплексу Трахтемирівського кута. Знайдені тут пам'ятки мають датування від доби міді-бронзи (IV тисячоліття до н. е.) й до пізнього середньовіччя (XVIII ст. н. е.). На сьогодні лише на території села відомо 5 археологічних пам'яток різної ступені їх вивченості.
У 1986 році Т. А. Бобровським у південно-східній частині села поблизу ферм виявлене поселення трипільської культури (III тис. до н. е.). Було знайдено окремі фрагменти глиняної обмазки жител, рештки кераміки.
Археологом О. І. Тереножкіним під час наукових розвідок 1953 р. поблизу центра села відкрите поселення скіфського часу.
У північно-східній частині села на березі водосховища в урочищі Крутий горб розташований могильник зарубинецької культури (II ст. до н. е. — І ст. н. е.), відкритий Канівськими краєзнавцями, які протягом досить тривалого часу збирали зарубинецькі матеріали (фібули, кераміку) у змиві на березі водосховища. У 1989 р. співробітником Канівської експедиції В. К. Козюбою тут було знайдено майже цілу зарубинецьку поховальну урну.
У 1986 р. на узбережжі Канівського водосховища між селами Бучак і Григорівка розвідкою Т. А. Бобровського відкрите багатошарове поселення. Тут виявлено потужній культурний шар (від 0,3 до 1,5 м) й матеріали скіфського, зарубинецького та давньоруського періодів.
На високому пагорбі Ігнатенкова Гора розтошоване поселення коломийщинської групи Трипілля, датоване 4 тисячоліттям до н. е.. Знайдене у 1945 році Пассек Т. С.
Поблизу села знаходиться також однойменна археологічна пам'ятка — місце давньоруських поселень 1 тис. н. е., X ст.—XV ст..
Заповідне урочище Григорівські горби входить до складу Регіонального ландшафтного парку «Трахтемирів».

## Галерея

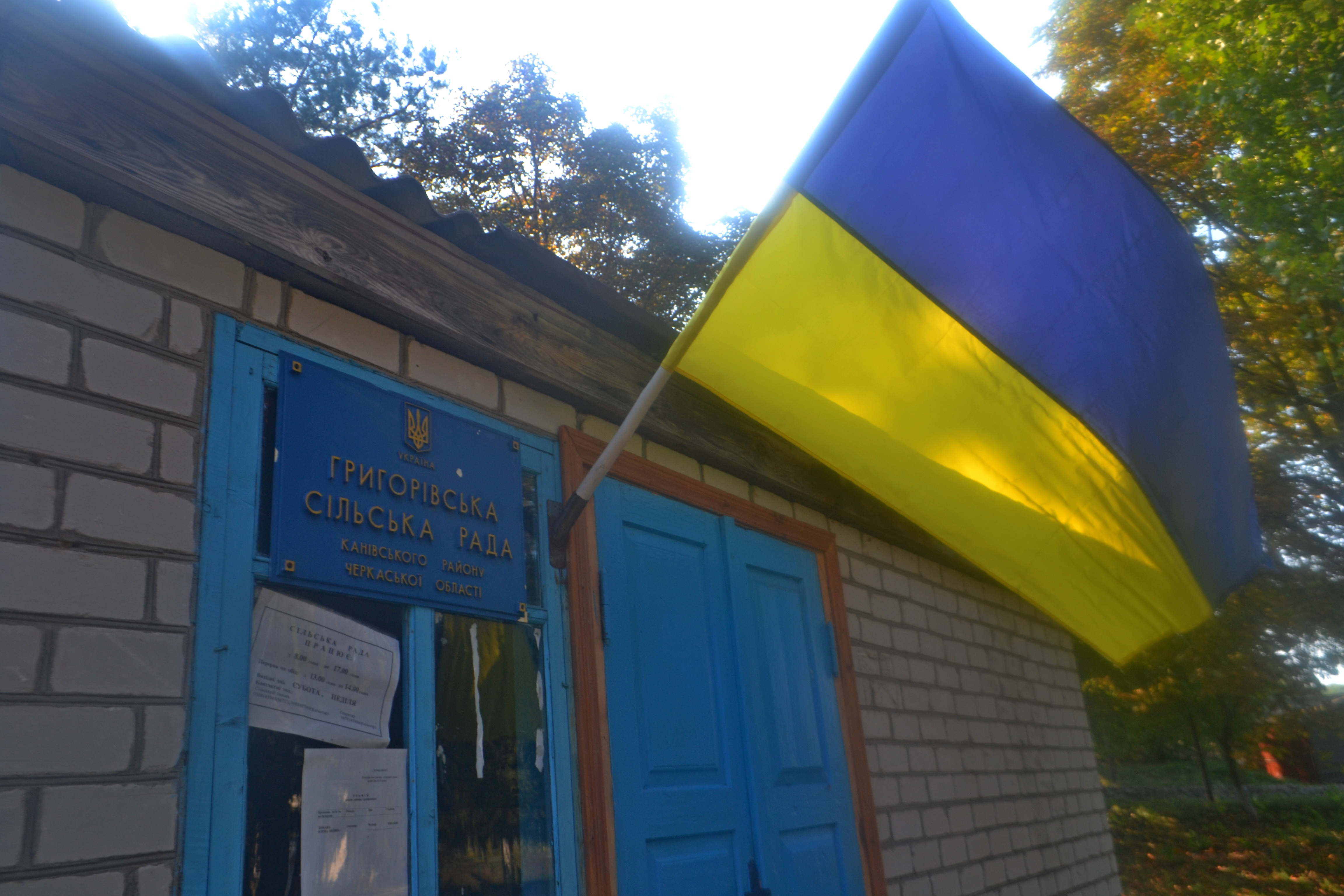
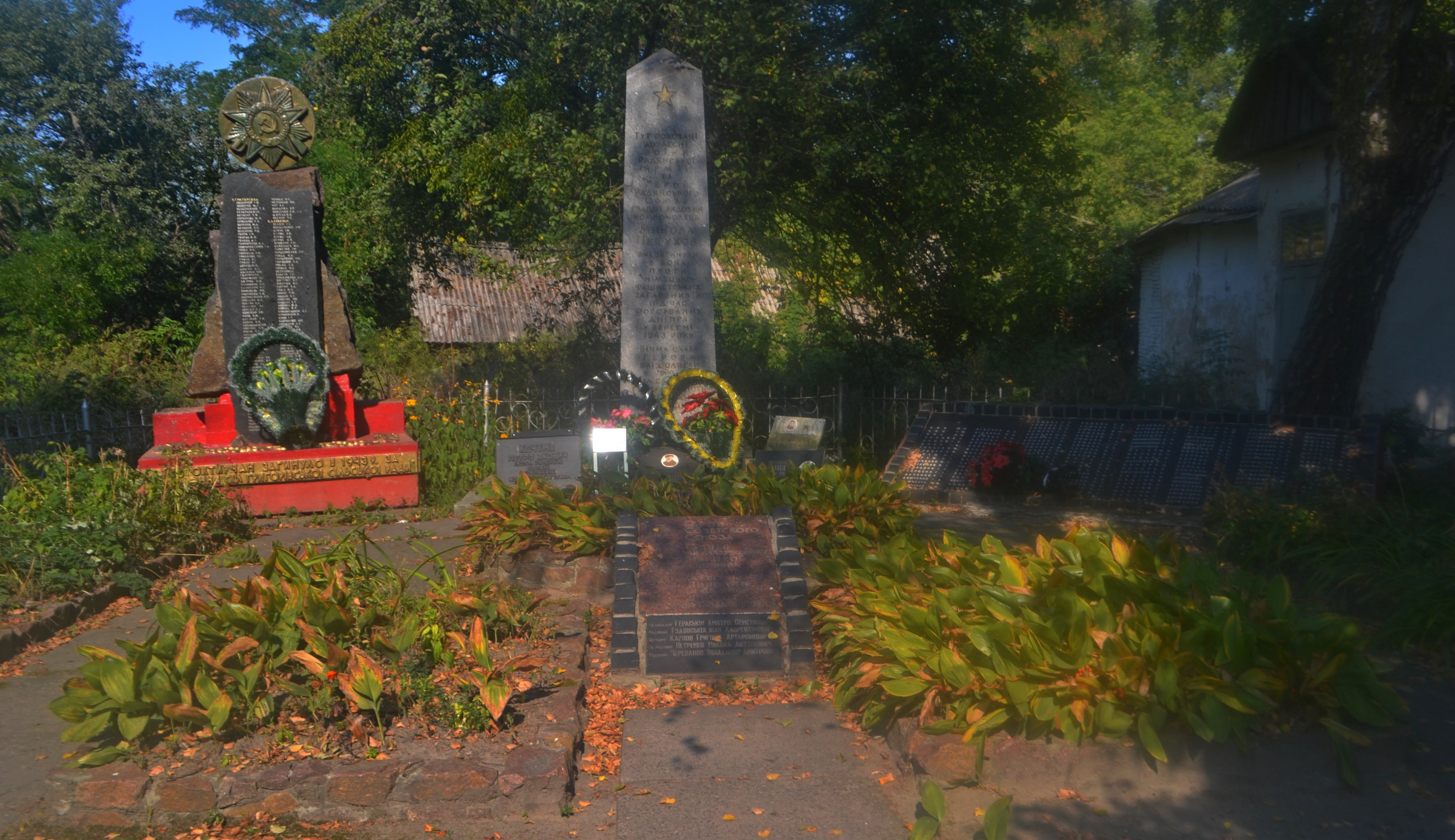
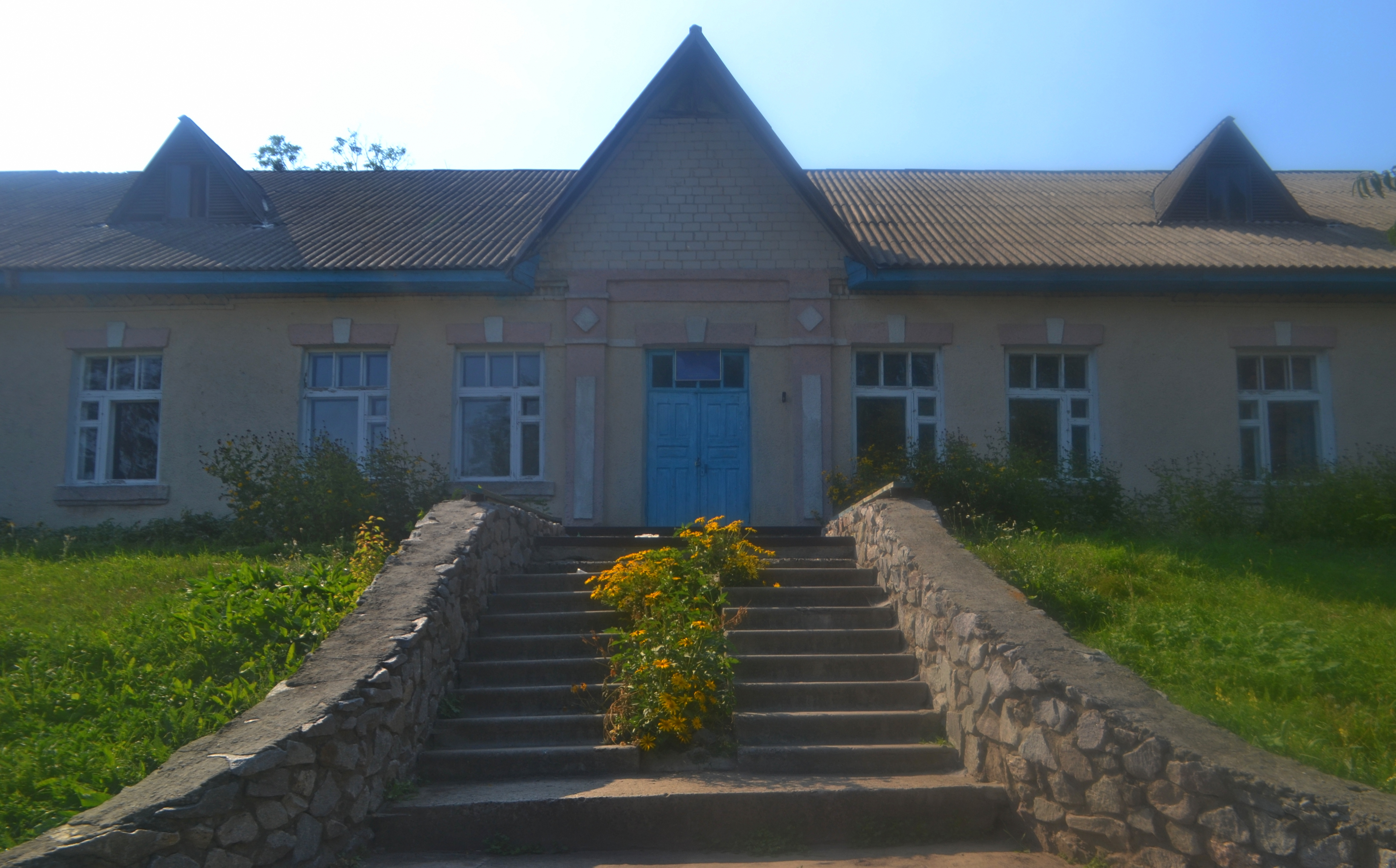
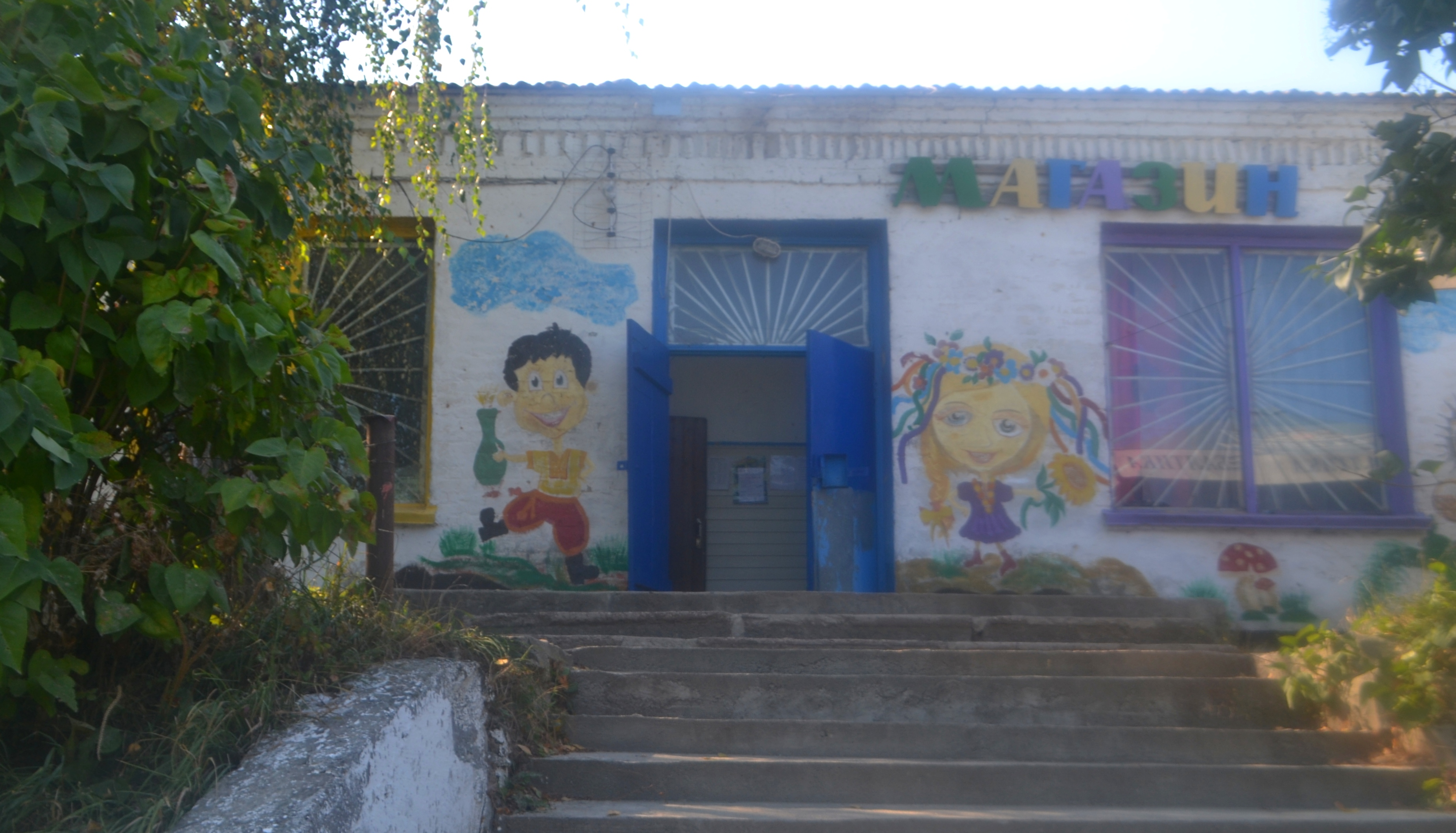
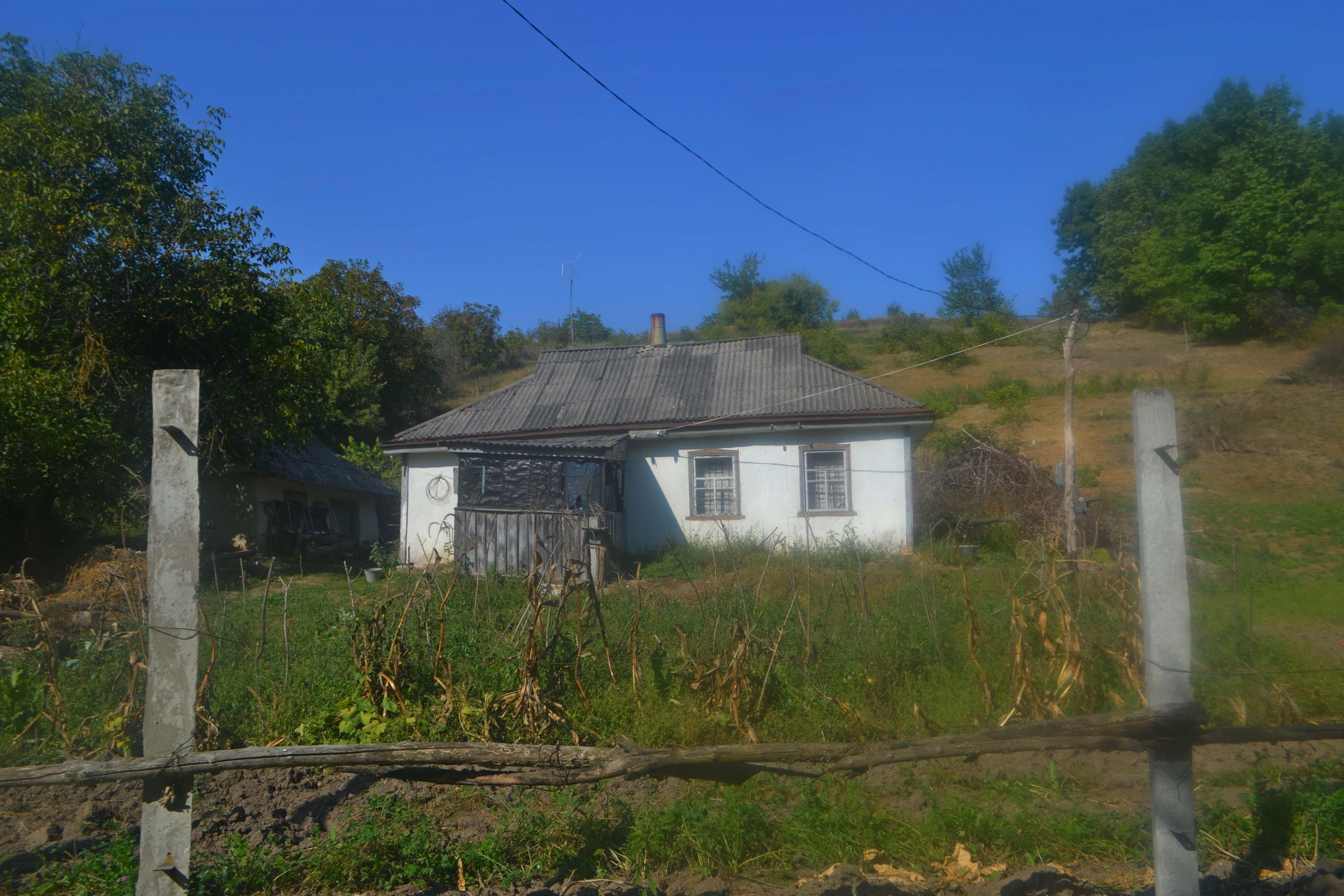
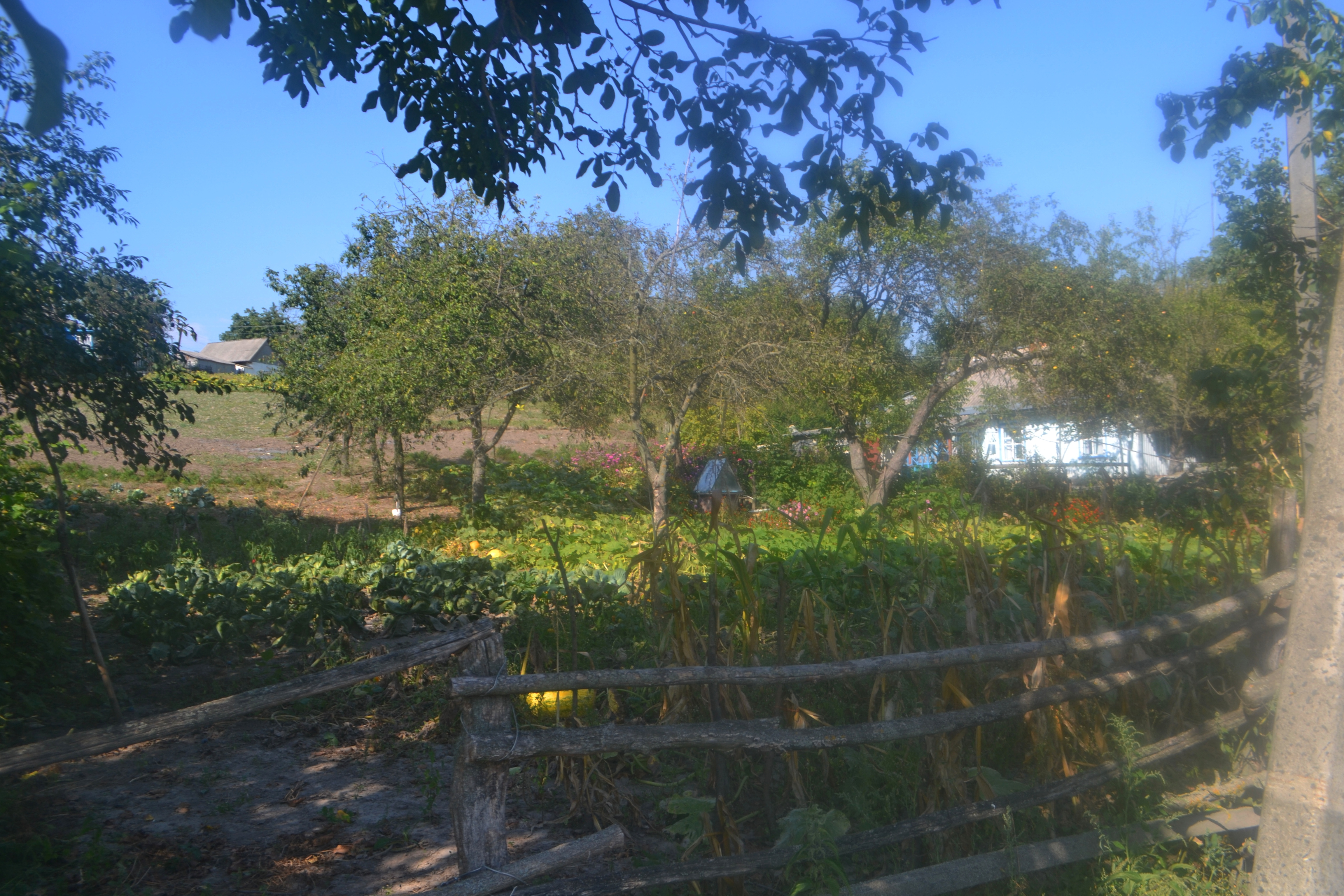
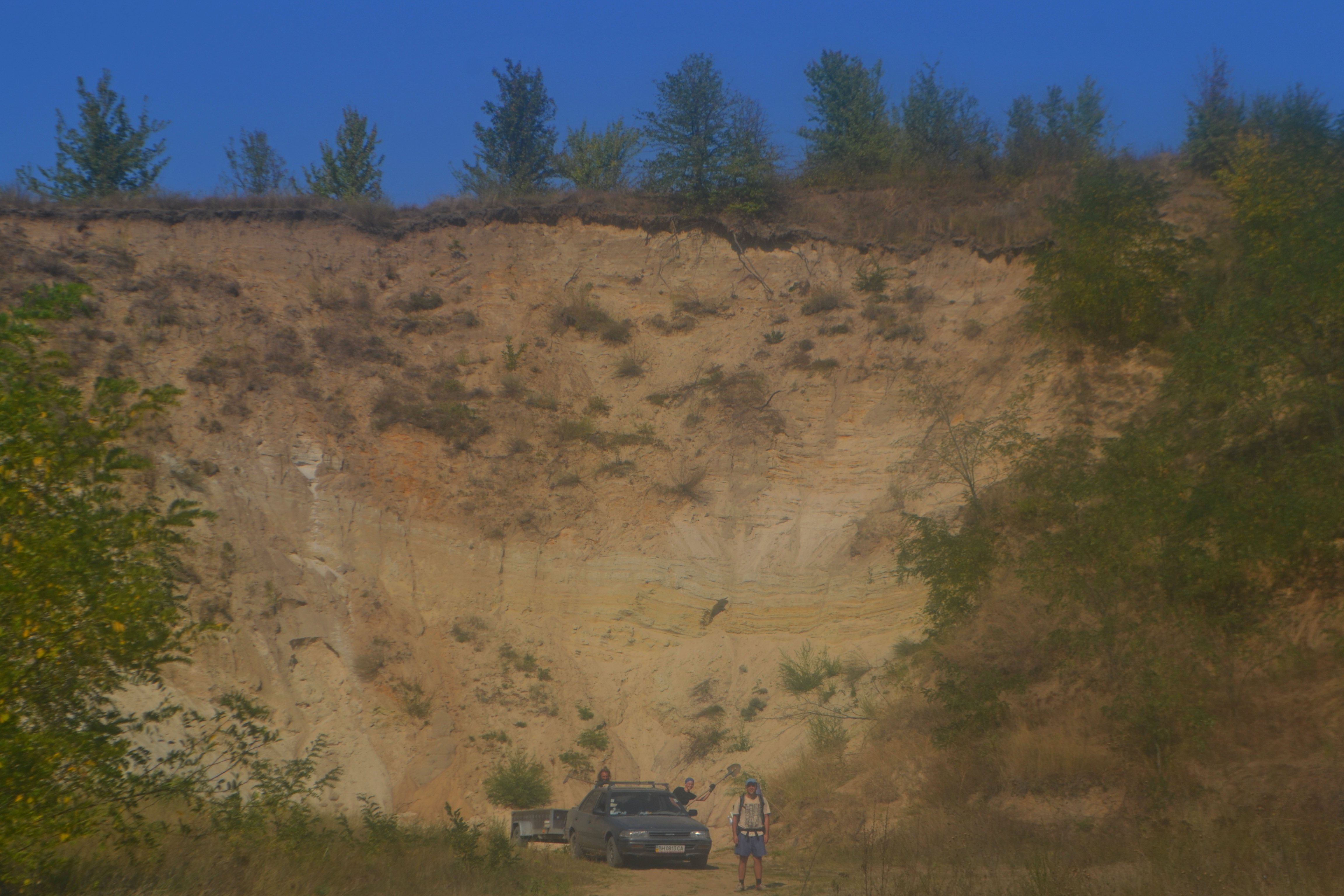
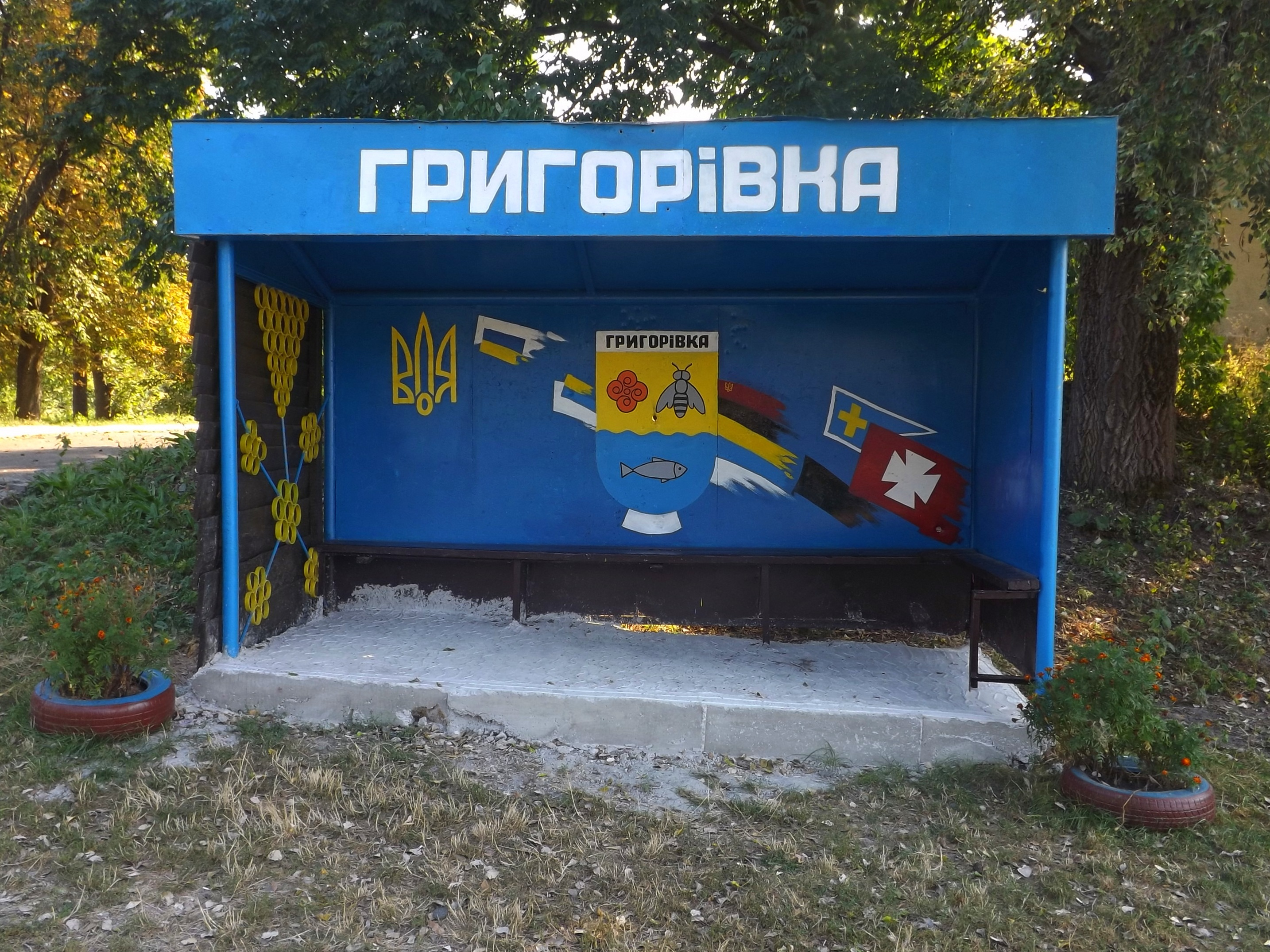

Прим.: 26 липня 2024 року макет радянського ордена із серпом і молотом з пам'ятника (див. фото 3 Галереї) — демонтовано.